# Castell de Sant Feliu de la Garriga
Els Castell de Sant Feliu de la Garriga és una fortificació declarada bé cultural d'interès nacional al costat del temple de Sant Feliu de la Garriga i al sud-oest del nucli urbà de Viladamat (l'Alt Empordà) al qual pertany. Es tracta d'un conjunt format pel castell i l'església, de la mateixa propietat.del municipi de Viladamat

## Arquitectura
Edifici de grans dimensions i planta rectangular, format per quatre grans cossos adossats al voltant d'un pati central. Presenta les cobertes d'una i dues vessants de teula i està distribuït en planta baixa i dos pisos. La façana principal, orientada a llevant, presenta un portal d'accés reformat d'arc rebaixat bastit amb maons, amb els brancals fets de carreus de pedra desbastats. La resta d'obertures, rectangulars, també estan emmarcades en pedra, amb les llindes planes i, en el cas de les finestres del primer pis, els ampits motllurats. La resta de paraments també tenen obertures rectangulars emmarcades en pedra i d'altres bastides amb maons. L'edifici presenta un coronament emmerletat a totes les façanes, exceptuant la principal. Els merlets són rectangulars i de mida mitjana, amb petites espitlleres construïdes en maons. A la zona del pati hi ha dues terrasses a diferent nivell. La de tramuntana, amb sortida des del primer pis de l'edifici, presenta una part coberta amb teulada d'un sol vessant sostinguda per una galeria d'arcs de mig punt bastits amb maons, oberta al pati. A la planta baixa, la terrassa està sostinguda per quatre voltes d'arc de mig punt i rebaixades, bastides amb maons disposats a pla i amb els murs de pedra. La terrassa adossada al mur de llevant és completament descoberta i presenta accés des de la segona planta de l'edifici. A l'interior de la construcció hi ha diverses estances cobertes amb voltes grasses, a la planta baixa. Al pis hi ha sostres coberts amb voltes catalanes, però també amb embigats de fusta. Hi ha diverses obertures emmarcades amb carreus de pedra i les llindes planes, tant a l'interior de l'edifici com a l'exterior, encarades al pati. Fora del recinte hi ha un cos reformat adossat a l'extrem nord-est de la façana principal, amb la coberta d'un sol vessant i d'una sola planta. Presenta un portal d'accés rectangular, amb la llinda sostinguda amb permòdols, tot i que reformat.
La construcció és bastida amb còdols i pedres sense treballar. A les cantonades hi ha carreus escairats.

## Història
La primera família propietària del castell va adoptar el nom Sant Feliu. L'any 1208 hi ha constància d'un personatge anomenat Guillem de Sant Feliu, i el 1316, Pere de Sant Feliu n'era el propietari, mentre que el 1347 consta com a possessor Pere Arnau de Sant Feliu. L'any 1413, Bernat de Sant Feliu, senyor d'Ullastret, compra el senyoriu del Castell de l'Empordà i sabem que el castell de Sant Feliu de la Garriga ja havia passat a mans de Gaufred de Vilarig. L'any 1442, el castell pertanyia a Gueraula, casada amb Bernat Guillem de Jofre, que el va donar a la seva filla Bartomeua, futura esposa de Dalmau Gallart. Al segle xvi Francesca de Sant Feliu, pubilla de Bernat de Sant Feliu, senyor d'Ullastret i de Castell d'Empordà, es casà amb Bernat de Margarit "el Vell", passant a mans de la família Margarit. L'any 1640, tant l'església com el castell van patir un incendi, probablement relacionat amb la guerra dels Segadors, ja que el propietari de la construcció era Josep de Margarit i de Biure, cap de les milícies catalanes i governador de Catalunya. La família, però no va perdre la propietat del castell i les seves terres, ja que l'any 1701, Rafaela de Margarit i de Biure n'era la senyora. A partir de l'any 1753, Sant Feliu de la Garriga es va anar abandonant progressivament, sobretot degut al deteriorament de l'església. Aquell mateix any, els objectes de culte més valuosos foren portats a Viladamat. L'any 1870, els marquesos d'Aguilar (títol concedit a Josep Margarit i Biure l'any 1653) vengueren el castell a Gaietà Cruxent. L'any 1865, d'acord amb les lleis de desamortització de l'església parroquial de Sant Feliu va ser venuda i, posteriorment incorporada a la mateixa propietat que el castell, ja convertit en masoveria.
L'edifici actual pertany a la reconstrucció del segle xvii però, tot i això, hi ha certes estructures conservades a l'entorn del pati interior podrien correspondre al primitiu castell, documentat des de principis del segle xiii. Actualment, en el pati de l'edifici hi ha una pica baptismal de pedra procedent de l'església de Sant Feliu, reutilitzada com a test.
A l'entorn del castell i de l'església, en el vessant del Puig Segalar, apareixen fragments de ceràmica romana i pre-romana.